# Berylmys
Berylmys là một chi động vật có vú trong họ Muridae, bộ Gặm nhấm. Chi này được Ellerman miêu tả năm 1947. Loài điển hình của chi này là Epimys manipulus Thomas, 1916.

## Các loài
Chi này gồm các loài: